# Østermarie
Østermarie est un village situé sur l’île danoise de Bornholm, à environ 8 km à l’ouest de Svaneke. Fondé vers 1880, le village abrite les ruines de son ancienne église, l’église de l’Østermarie, datant du XIIe siècle. Au 1er janvier 2022, la population d’Østermarie était de 461 habitants.

## Histoire
Bien que l’église St Mary (Sct. Maria Kirke) ait été construite dans la seconde moitié du XIIe siècle, le village actuel d’Østermarie a ses origines vers 1880, lorsque les premières habitations ont été construites. Avec la prospérité croissante du village, une nouvelle église fut érigée en 1891. Une maison nommée Godthåb, construite en 1883, servait de bureau de poste local et Godthåb était le premier nom officiel de la localité, utilisé sur les timbres postaux. En 1916, lors de l’ouverture de la gare, le nom fut changé en Østermarie. Le nom original de la paroisse était Markersen, abréviation de Paroisse de l'église de Mary, mais il fut plus tard changé en Østermarie (Mary de l'Est) pour le distinguer de Vestermarie (Mary de l'Ouest), également situé sur l’île. Le service ferroviaire fut interrompu en 1952 et remplacé par des bus.

## Østermarie aujourd'hui
Østermarie est la plus grande paroisse de Bornholm dans la région. Bien que la population des villages ruraux ait généralement diminué, le nombre d’habitants à Østermarie est resté assez stable ces dernières années, en partie grâce à son commerce de détail dynamique. Chaque année, l’association KulturBornholm, basée à Østermarie, sélectionne un Artiste d’Honneur dont le nom est donné à une rue. Parmi les lauréats récents figurent « Gyde (Lane) d’Aage Haugland » en l’honneur de la basse wagnérienne, « Benny Andersens Boldgade » pour l’auteur-compositeur et « Seamus Heaney Strædex » pour célébrer le poète irlandais lauréat du prix Nobel. En 2010, le claveciniste danois Lars Ulrik Mortensen a reçu le prix.

## Les églises

### L'ancienne église

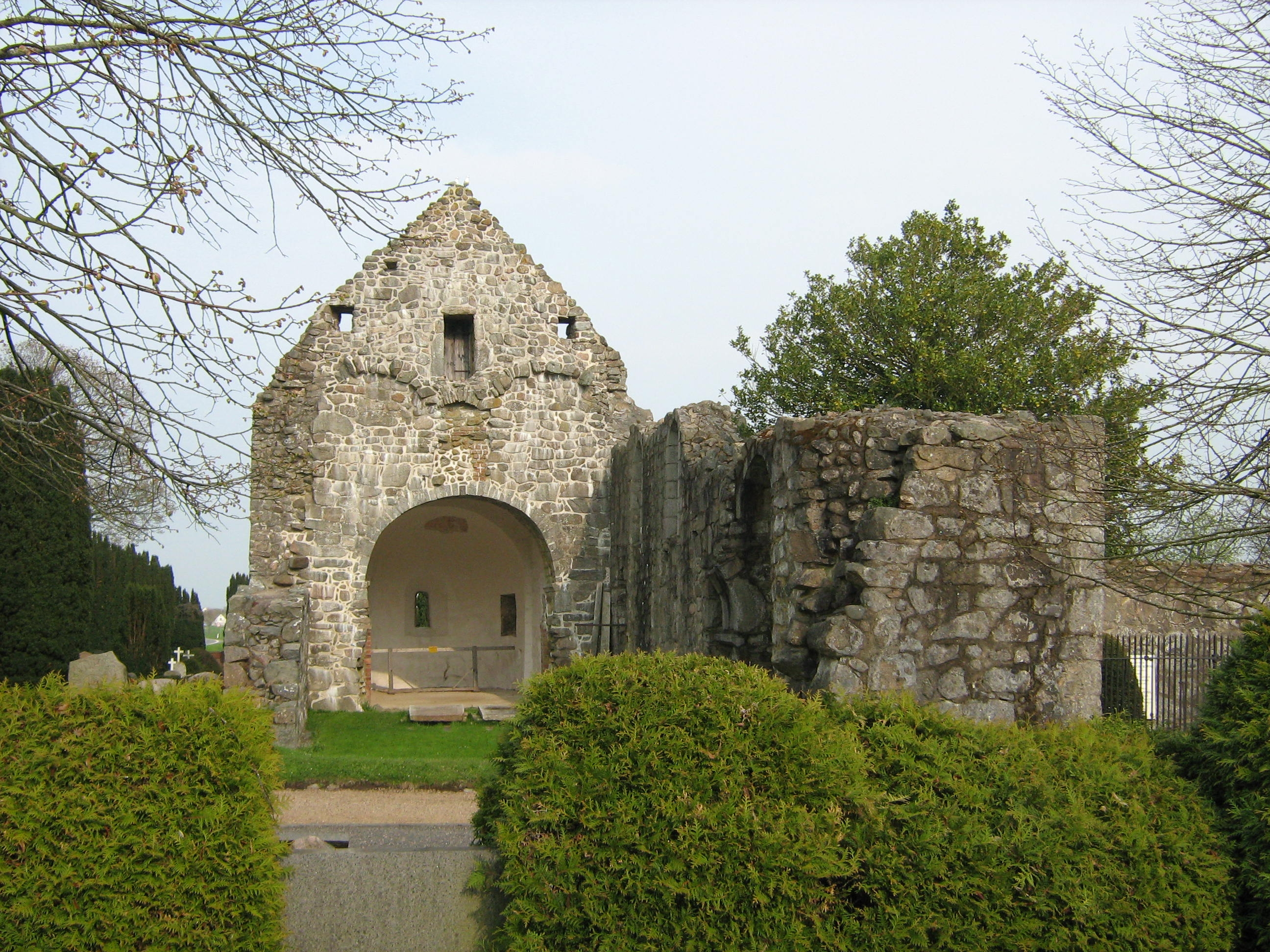
Ruine de l'église d'Østermarie

En 1885, la tour de l’ancienne église romane d’Østermarie menaçait de s’effondrer et devait être démolie. Peu de temps après, il fut décidé de démolir toute l’église, mais les travaux furent arrêtés en 1890 lorsqu’il fut constaté que le bâtiment présentait un intérêt architectural considérable. À cette époque, le mur sud et l’abside étaient encore intacts. La nef contenait deux voûtes en berceau comme plafond et deux piliers au centre de l’église, supportant trois arches sur toute la longueur de l’église. Le chœur présentait une construction intéressante avec une petite chambre juste au-dessus de la voûte qui soulageait la pression sur le toit d’environ 20 tonnes. Le toit était recouvert de grès de Nexø, un revêtement en pierre assez inhabituel en Scandinavie, bien que courant en Irlande. La construction de l’arc du chœur était également inhabituelle avec un bloc de bois comme pièce maîtresse plutôt qu’une pierre. L’ancienne église est aujourd’hui un bâtiment classé et a été entretenue par le Musée national du Danemark.

### La nouvelle église

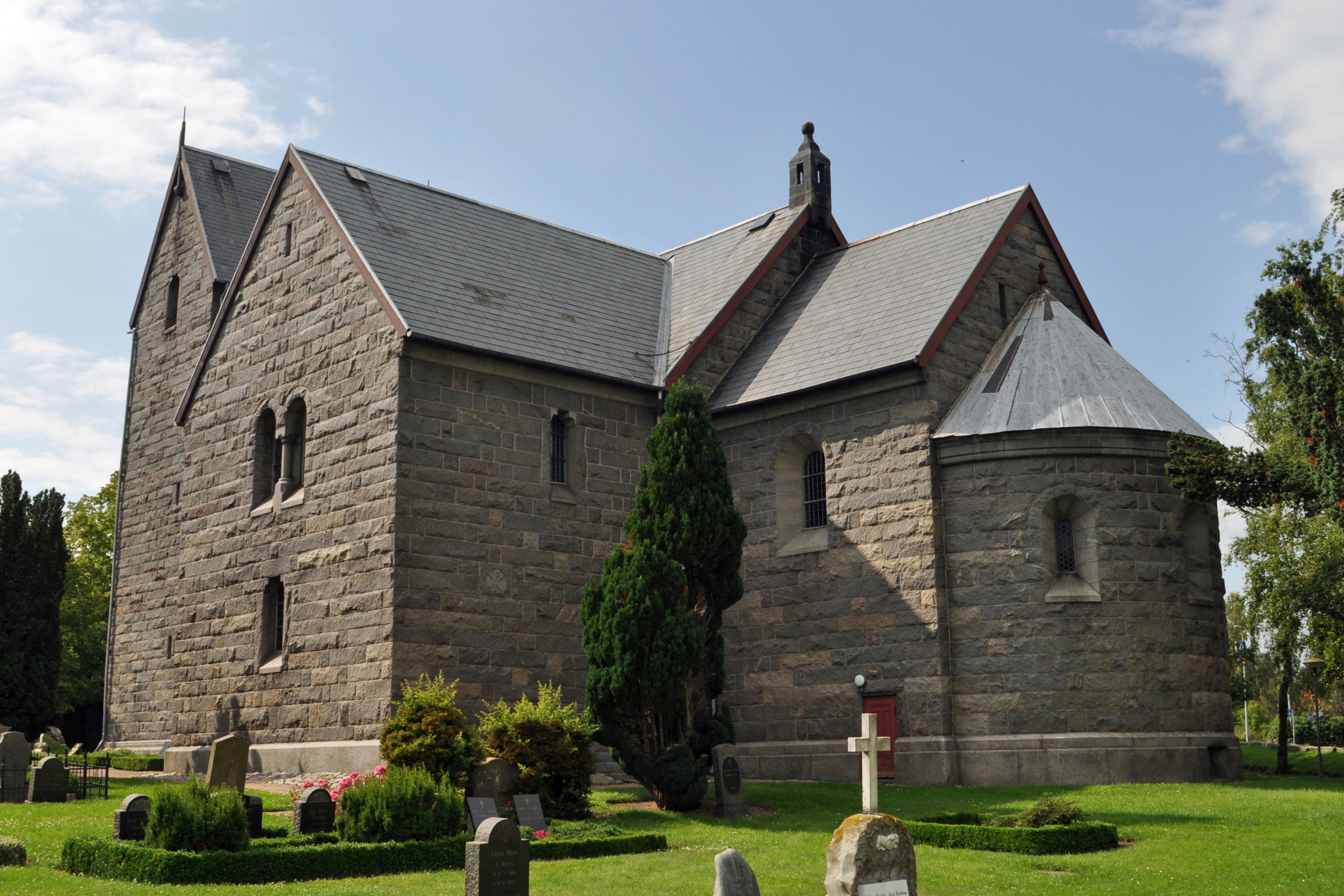
Église d'Østermarie

La nouvelle église d’Østermarie a été construite en 1891 à l’emplacement de l’ancien clocher. L’architecte était Andreas Clemmensen, qui a également participé à la conception du palais de Christiansborg. De style roman, l’église se compose d’une tour, d’une nef, d’un chœur et d’une abside ainsi que de deux croisillons. Le mur extérieur est en granit provenant de la carrière voisine de Paradis.
Le mur arrière de l’autel est surmonté d’un chandelier à sept bras avec sept bougies. Le bénitier en calcaire, datant d’environ 1250 et de style roman tardif, provient du Gothland. La chaire comporte quatre panneaux sculptés en chêne datant de 1593. Dans le bras croisé nord se trouve une épitaphe pour Jens Kofoed, populairement crédité de la libération de Bornholm des Suédois en 1658. La croix sous l’arc du chœur, ajoutée lors de la restauration de l’église par l’architecte Rolf Graae en 1964, est l’œuvre de Paul Høm, un artiste local.
Le Bornholms Musik Festival organise des concerts dans cette église avec la participation d’artistes tels qu’Emma Kirkby et Lars Ulrik Mortensen.

## Pierres runiques
Plusieurs pierres portant des inscriptions runiques ont été retrouvées dans les ruines d’une ancienne église, où elles avaient été utilisées comme matériaux de construction. Ces pierres ont été datées entre 1075 et 1125, une période de transition entre l’ère Viking et la fin du Moyen Âge. 
Une pierre runique, désignée sous le nom de DR 391 dans le catalogue Rundata, se trouve dans le cimetière près de l'ancienne église mais a été trouvée à l'origine dans sa tour. Il a une inscription runique qui a été transcrite en vieux norrois comme suit : « Barni/Biarni ok Sibbi ok [T]ofi þeʀ resþu sten æftiʀ Kætil, faþur sin. Kristr hialpi hans siol Barni/Biarni ok Sibbi ok [T]ofi þeʀ resþu sten æftiʀ Kætil, faþur sin. Kristr hialpi hans siol », en français : « Barni/Biarni et Sibbi et Tófi ils ont élevé (la) pierre à la mémoire de Ketill, leur père, Que le Christ aide son âme » . Une pierre similaire, DR 392, a été trouvée dans l'ancien mur du porche et se dresse maintenant entre l'ancienne et la nouvelle église. Son inscription a été transcrite comme : « Barni/Biarni ok Tofi ok Asgotr letu resa sten æftiʀ Sibba, broþur sin. Kristr sæl hialpi ». Cela se traduit par : « Barni/Biarni et Tófi et Ásgautr ont fait lever (la) pierre à la mémoire de Sibbi, leur frère. Que le Christ aide (son) âme ». Cette pierre présente également au revers un dessin ornemental représentant une croix en forme d'hélice. Une troisième pierre, DR 394, a été retrouvée légèrement enfouie dans le cimetière et a également été placée dans la zone située entre les deux églises. Son inscription a été transcrite comme : « Øþi ok Swen ok Øþgiʀ resþu sten æftiʀ Gunulf, broþur sin goþan, ok æftiʀ Gunhild, moþur.». En français, cela se lit comme suit: « Auði et Sveinn et Auðgeirr ont élevé la pierre à la mémoire de Gunnulfr, leur bon frère, et à la mémoire de Gunnhildr, (leur) mère».
Deux autres pierres runiques se trouvent dans la ville. L’inscription sur la pierre DR 390 : « Bofi let resa æftiʀ Økel/Øþkel, faþur sin goþan. Kristr hialpi sialu » est transcrite comme suit : « Bofi a fait ériger (la pierre) en mémoire d’Eykell/Auðkell, son bon père. Que le Christ aide (son) âme ». L’inscription sur la pierre DR 393 : « Bofi hoggwa let sten at Þyþkel/Þorkel », est transcrite comme suit : « Bofi a fait tailler la pierre en mémoire de Þjóðkell/Þorkell ».

## Les curiosités voisines
Østermarie est à seulement 15 minutes en voiture de Gudhjem avec ses rues escarpées qui descendent vers le centre-ville animé et le port de pêche en contrebas, et de Svaneke, célèbre pour ses maisons à colombages bien conservées et les belles demeures (maintenant des hôtels) qui bordent le port.